# Isochlora leuconeura
Isochlora leuconeura là một loài bướm đêm trong họ Noctuidae.